# Camaricus
Camaricus – rodzaj pająka z rodziny ukośnikowatych, opisany po raz pierwszy przez Thorella w 1887 roku. Obejmuje 13 gatunków, które występują głównie w Azji, ale także i w Afryce (C. cimex, C. mimus i C. nigrotesselatus, a także  jego podgatunek C. n. lineitarsus). Większość z nich jest bardzo kolorowo ubarwiona, na przykład C. nigrotesselatus posiada czerwone głowotułowie i żółty odwłok z czarno-białymi wzorami.

## Gatunki
- Camaricus bipunctatus Bastawade, 2002 (Indie)
- Camaricus castaneiceps Berland, 1924 (Nowa Kaledonia)
- Camaricus cimex Karsch, 1878 (wschodnia Afryka)
- Camaricus florae Barrion & Litsinger, 1995 (Filipiny)
- Camaricus formosus Thorell, 1887 (Indie, Sumatra, Chiny i  Filipiny)
- Camaricus hastifer Percheron, 1833 (centralna Azja)
- Camaricus khandalaensis Tikader, 1980 (Indie)
- Camaricus maugei Walckenaer, 1837 (Indie, Wietnam, Sumatra, Jawa i Krakatau)
- Camaricus mimus Pavesi, 1895 (Etiopia, wschodnia Afryka)
- Camaricus nigrotesselatus Simon, 1895 (centralna, wschodnia i południowa Afryka)
  - Camaricus nigrotesselatus lineitarsus Strand, 1907 (południowa Afryka)
- Camaricus parisukatus Barrion & Litsinger, 1995 (Filipiny)
- Camaricus pulchellus Simon, 1903 (Wietnam)
- Camaricus rinkae Biswas & Roy, 2005 (Indie)